# 도정궁 경원당
도정궁 경원당(都正宮 慶原堂)는 원래 종로구 사직동 252-82번지에 있었던 도정궁 일부 건물이다. 1977년 3월 17일 서울특별시의 민속문화재 제9호로 지정되었다.
이 가옥은 조선 철종 13년 김순성·이경선 등에 의해 왕으로 추대되었다가 사사된 도정 이하전의 저택이 있던 자리에 새로 지은 건물로 도정궁으로도 불렸다. 이하전은 고종이 즉위하며 곧바로 신원되었고, 관작도 회복되었다. 후에 경원군(慶原君)으로 증직되었다. 이 가옥은 후사가 없이 사사된 이하전의 제사와 덕흥궁(德興宮, 불천지위 6위) 제사를 받들기 위한 1872년 이후 봉사손을 위하여 흥선대원군이 지어준 것으로 알려져 있다.

## 개요
조선 철종대 왕족인 이하전의 살림집이었던 건물로 도정궁으로 유명하다. 원래는 많은 부속건물이 있었을 것으로 추정되나 현재 사랑채에 해당하는 건물만 남아 있다. 지금 있는 건물은 사직동에서 1979년 건국대학교로 옮긴 것이다.
사랑채 건물이긴 하지만 기능과 합리를 고려하여 안채, 사랑채 구실을 연결시키고 있으며 공간을 적절히 나누고 있는 것이 특징이다. 또한 모든 방의 앞 툇마루를 통하게 하여 합리적인 구성을 강조하고 있다. 창호 장식들은 다소 외래문화의 영향을 받고 있지만 조선 후기 한옥 발전의 바람직한 측면이 보인다는 점에서 주목받고 있는 건축물이다.

## 같이 보기
- 도정궁
- 덕흥궁
- 덕흥대원군
- 하동부대부인
- 이하전
- 이해창

## 참고 문헌
- 도정궁 경원당 - 국가유산청 국가유산포털
- 본 문서에는 서울특별시에서 지식공유 프로젝트를 통해 퍼블릭 도메인으로 공개한 저작물을 기초로 작성된 내용이 포함되어 있습니다.